# Лёвенштейн, Джордж
Джордж Фрейд Лёвенштейн (англ. George Freud Loewenstein; родился 9 августа 1955, Бостон, Массачусетс, США) — американский экономист, профессор экономики и психологии на кафедре социальных и научных решений в Университете Карнеги-Меллон и директор Центра исследований поведенческих решений.

## Биография
Его мать — психосоциолог Софи Фрейд, внучка Зигмунда Фрейда.
Джордж получил степень бакалавра (B.A.) по экономике с отличием в Брандейском университете в 1977 году. Доктором философии (Ph.D.) по экономике стал в Йельском университете в 1985 году. Тема диссертации была «Ожидания и межвременной выбор».
Свою преподавательскую деятельность начал ассистентом в Институте перспективных исследований в 1984—1985 годах, затем ассистентом в
Высшей школе бизнеса при Чикагском университете и ассоциированным профессором на кафедре поведенческих наук в 1985—1990 годах. В 1990 году перешёл в Университет Карнеги — Меллона, где был ассоциированным профессором экономики в 1990—1992 годах, профессором экономики и психологии в 1992—2006 годах, профессором кафедры Герберта А. Саймона с 2006 года.
Лёвенштейн являлся президентом Общества Суждения и принятия решений в 2001—2002 годах.
Левенштейн является членом Американской академии искусств и наук с 2008 года, почётным сотрудником колледжа государственной политики Хайнца при Университете Карнеги — Меллона с 2016 года, приглашённым профессором в Боннской Высшей школе экономики с 2018 года.

## Награды
За свои достижения был награждён:
- 1988 — премия Hillel Einhorn New Investigator от Общества Суждения и принятия решений;
- 1995 — приз за лучшую работу совместно с Linda Babcock и Xianghong Wang на Восьмой ежегодной конференции Международной ассоциации по регулированию конфликтов в Дании
- 2010 — приз за лучшую работу совместно с Daylian Cain и Sunita Sah на ежегодной конференции Общества деловой этики;
- 2014 — почётный доктор наук Уорикского университета;
- 2016 — почётный доктор наук Лондонского городского университета;
- 2016 — почетный доктор наук Университета Тилбурга[англ.];
- 2017 — Clarivate Citation Laureates[5].